# Winthrop Sargent

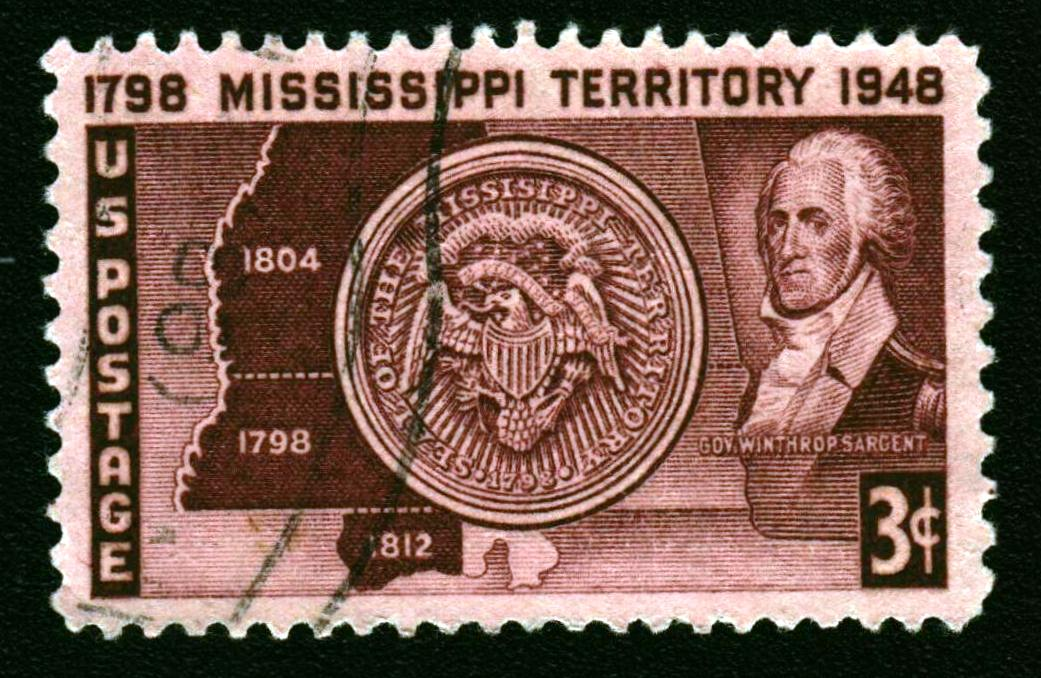
Briefmarke mit dem Porträt von Winthrop Sargent

Winthrop Sargent (* 1. Mai 1753 in Gloucester, Province of Massachusetts Bay; † 3. Juni 1820 in Natchez, Mississippi) war ein britisch-amerikanischer Politiker und von 1798 bis 1801 Gouverneur des Mississippi-Territoriums.

## Frühe Jahre und Aufstieg
Winthrop Sargent besuchte noch während der Kolonialzeit die Harvard University. Im Jahr 1771 wurde er Kapitän eines Handelsschiffes, das seinem Vater gehörte. Während des Unabhängigkeitskrieges stieg er vom Lieutenant bis zum Brevet-Major der Kontinentalarmee auf und nahm an zahlreichen Schlachten teil. Im Jahr 1786 war er Landvermesser und Mitbegründer der Ohio Company of Associates. 1788 wurde er in die American Academy of Arts and Sciences gewählt. Danach wurde er als First Secretary im Nordwestterritorium Stellvertreter von Territorialgouverneur Arthur St. Clair. Dieses Amt übte er zwischen 1788 und 1798 aus. Dabei wurde er im Jahr 1791 in einem Krieg mit den Indianern verwundet. Im Jahr 1796 verkündete er als kommissarischer Gouverneur die Gründung des Wayne County, des ersten Regierungsbezirks in dem späteren Staat Michigan. Winthrop Sargent wurde Mitglied der Föderalistischen Partei von Alexander Hamilton.

## Gouverneur im Mississippi-Territorium
Im Jahr 1798 wurde Sargent von Präsident John Adams zum ersten Territorialgouverneur im Mississippi-Territorium ernannt. Dieses Amt übte er zwischen dem 7. Mai 1798 und dem 25. Mai 1801 aus. Nach dem Machtverlust seiner Partei und der Wahl von Thomas Jefferson zum US-Präsidenten wurde Sargent von diesem abberufen und durch William Charles Cole Claiborne ersetzt.

## Weiterer Lebenslauf
Nach dem Ende seiner Gouverneurszeit wurde Sargent Pflanzer in Natchez. Seit 1789 war er mit Roewena Tupper, der Tochter von General Benjamin Tupper, verheiratet. Winthrop Sargent starb am 3. Juni 1820 an Bord eines Schiffes in der Nähe von Natchez.